# Mary de Teck
Mary de Teck (Victoria Mary Augusta Louise Olga Pauline Claudine Agnes; n. 26 mai 1867, Palatul Kensington, Londra, Regatul Unit - d. 24 martie 1953, Casa Marlborough, Londra, Regatul Unit) a fost regină a Regatului Unit și a dominioanelor britanice și împărăteasă a Indiei, fiind soția regelui-împărat George al V-lea.
Deși a fost prințesă de Teck din Regatul Württemberg, ea s-a născut și a crescut în Regatul Unit. Părinții ei au fost Prințul Francisc de Teck, care era de origine germană și maghiară din Transilvania, respectiv Prințesa Mary Adelaide de Cambridge, membră a familiei regale britanice. În familie era numită "May", după luna ei de naștere. La vârsta de 24 de ani s-a logodit cu Prințul Albert Victor, Duce de Clarence și Avondale, fiul cel mare al Prințului de Wales și moștenitorul tronului britanic, dar la șase săptămâni după anunțarea logodnei acesta a murit pe neașteptate de pneumonie. În anul următor, Mary s-a logodit cu fratele lui Albert Victor, George.
Înainte ca soțul ei să urce pe tron în 1910, ea a purtat succesiv titlurile de Ducesă de York, Ducesă de Cornwall și Prințesă de Wales. După aceea, ca regină consoartă, și-a sprijinit soțul în Primul Război Mondial, precum și în timpul schimbărilor politice majore care au decurs în urma războiului prin dezvoltarea socialismului și a naționalismului. După moartea lui George în 1936, a devenit regină-mamă odată cu urcarea pe tron a fiului ei cel mare, Eduard. Spre disperarea ei, acesta a abdicat în același an, pentru a se căsători cu Wallis Simpson, o americană divorțată de două ori.
Mary l-a susținut apoi pe cel de-al doilea fiu al ei, Albert, care a domnit sub numele de George al VI-lea până la moartea lui în 1952. Regina-mamă a murit în anul următor, la începutul domniei nepoatei ei, Elisabeta a II-a.

## Primii ani

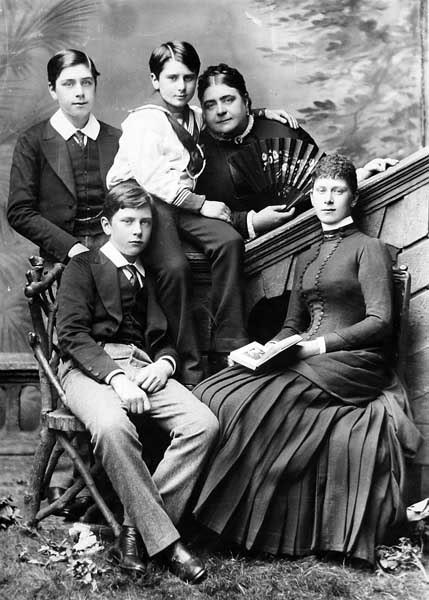
Mary de Teck împreună cu mama și frații ei, ca.1880

Prințesa Victoria Mary de Teck s-a născut la 26 mai 1867, la Palatul Kensington din Londra. Tatăl ei a fost prințul Francisc, Duce de Teck, fiul lui Alexandru, Duce de Württemberg. Mama ei a fost Mary Adelaide de Cambridge, al treilea copil al prințului Adolphus, Duce de Cambridge și a prințesei Augusta de Hesse-Kassel. A fost botezată la Capela Regală a Palatului Kensington la 27 iulie 1867 de Charles Thomas Longley, Arhiepiscop de Canterbury iar cei trei nași au fost: Regina Victoria, Prințul de Wales (viitorul rege Eduard al VII-lea) și Prințesa Augusta, Ducesă de Cambridge.
Deși mama ei era nepoata regelui George al III-lea, Mary nu era o membră proeminentă a familiei regale britanice. Tatăl ei, ducele de Teck, nu a avut nici moștenire, nici avere, iar pentru că părinții se căsătoriseră morganatic, nu avea nici titlu regal. Ducesa de Teck primea 4000 £ pe an de la mama ei, Ducesa de Cambridge. Cu toate acestea, familia avea multe datorii și s-a mutat în străinătate din 1883, pentru a își reduce cheltuielile. Au călătorit în întreaga Europă, vizitându-și diferite rude. S-au stabilit pentru o vreme la Florența, unde Mary a vizitat galerii de artă, biserici și muzee.
În 1885 familia s-a întors la Londra, stabilindu-se la White Lodge, în Richmond Park. Mary era apropiată de mama sa și i-a fost secretară, ajutând-o să organizeze evenimente sociale și petreceri. De asemenea, era apropiată de mătușa ei, Marea Ducesă de Mecklenburg-Strelitz și îi scria în fiecare săptămână. În timpul Primului Război Mondial, Prințesa Moștenitoare a Suediei a ajutat ca scrisorile lui Mary să ajungă la mătușa ei, care a trăit în Germania până la moartea sa, în 1916.

## Logodne

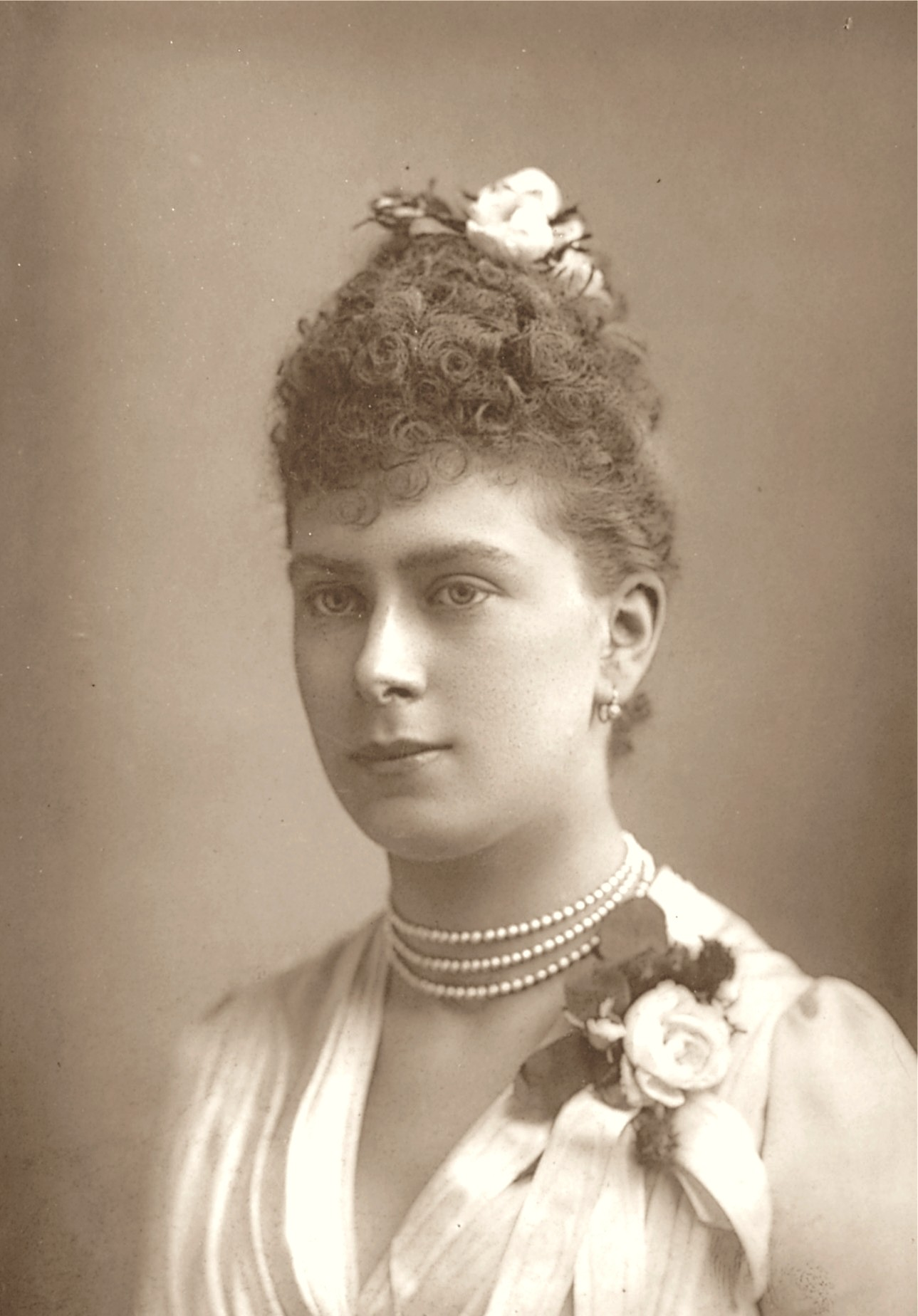
Prințesa Victoria Mary.

În decembrie 1891 Mary s-a logodit cu vărul ei de gradul al șaselea, Prințul Albert Victor, Duce de Clarence și Avondale, fiul cel mare al Prințului de Wales. A fost aleasă pentru a-i fi mireasă Ducelui datorită personalității ei puternice și pentru că era simpatizată de Regina Victoria. La șase săptămâni după anunțarea logodnei însă, Ducele de Clarence și Avondale a murit, în timpul unei pandemii de gripă.
Fratele lui Albert Victor, Prințul George, Duce de York, ajuns al doilea în ordinea succesiunii la tron, s-a apropiat mult de Mary în timpul doliului, iar regina Victoria încă o favoriza pe Mary în vederea unei căsătorii cu viitorul rege. În mai 1893, George a cerut-o de soție, iar Mary a acceptat. Cei doi s-au îndrăgostit și au avut o căsnicie fericită. George îi scria lui "May" în fiecare zi când erau despărțiți și, spre deosebire de tatăl său, nu a avut niciodată vreo amantă.

## Ducesă de York

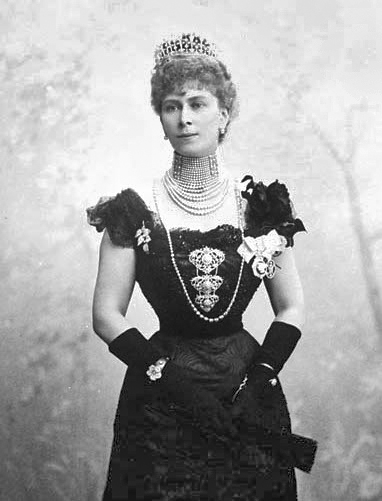
Prințesa Victoria Mary, Ducesă de Cornwall și York. Ottawa, 1901.

Mary s-a căsătorit cu Prințul George, Duce de York, la 6 iulie 1893 la Palatul St. James din Londra. În calitate de Duce și Ducesă de York, George și Mary aveau o mulțime de îndatoriri publice.
Tânărul cuplu a locuit la moșia Sandringham din Norfolk și în apartamentele de la Palatul St. James. Reședința lor era modestă pentru familia regală, însă era locuința preferată a lui George, căruia îi plăcea viața simplă. Au avut șase copii: Eduard, Albert, Mary, Henry, George și John.
Ducesa își iubea copiii, însă i-a dat în grija doicilor, așa cum se obișnuia în familiile aristocrate. O primă doică a fost concediată pentru insolență, iar o a doua pentru că maltrata copiii. Când s-a aflat, aceasta a fost înlocuită de mult mai afectuoasa Mrs. Bill.
Uneori, Ducesa părea o mamă distantă: inițial nu a observat că doica îi maltrata pe micii prinți Eduard și Albert, iar fiul ei cel mic, prințul John, a fost trimis la o fermă izolată din Sandringham, în grija lui Mrs. Bill, poate pentru a nu-i face publică epilepsia. Cu toate acestea, Mary a fost o mamă grijulie în multe privințe: îi plăcea să se joace cu copiii ei și să-i învețe istoria și muzica. Prințul Eduard își descrie cu drag mama în memoriile sale, însă după decesul ei, într-o scrisoare privată către soție, o prezintă într-o lumină mai puțin favorabilă.
La 22 ianuarie 1901 a murit regina Victoria, iar socrul lui Mary, Albert Eduard, a devenit regele Eduard al VII-lea al Regatului Unit. Timp de opt luni, Ducii de York au făcut un tur al Imperiului Britanic, mergând în Gibraltar, Malta, Egipt, Ceylon, Singapore, Australia, Noua Zeelandă, Mauritius, Africa de Sud și Canada.

## Prințesă de Wales

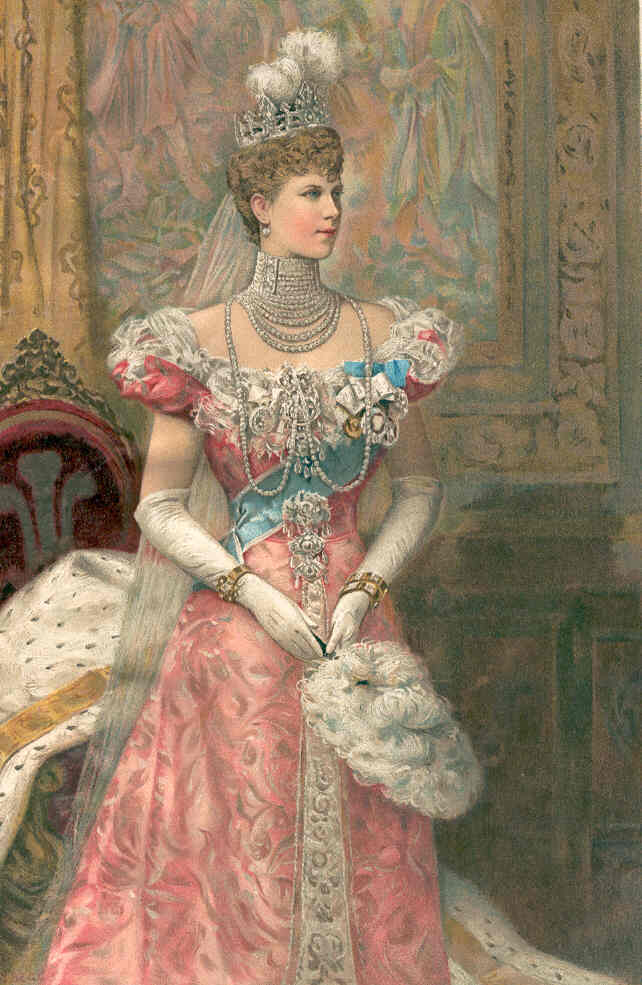
Prințesa de Wales la curte, 1902

La 9 noiembrie 1901, la nouă zile după întoarcerea în Regatul Unit, la a 60-a aniversare a regelui, George a fost numit Prinț de Wales. Familia și-a mutat reședința din Londra de la Palatul St James la Casa Marlborough. Ca Prințesă de Wales, Mary a călătorit alături de soțul ei în Austro-Ungaria și Württemberg în 1904. În anul următor s-a născut ultimul lor copil, John. A fost un travaliu dificil și deși Mary și-a revenit repede, nou-născutul a avut probleme respiratorii.
În octombrie 1905, Prințul și Prințesa de Wales au plecat în alt tur de opt luni, de data aceasta în India, copiii rămânând din nou în grija bunicilor. Au trecut și prin Egipt, iar la întoarcere s-au oprit în Grecia. Turul a fost urmat aproape imediat de o călătorie în Spania, cu ocazia nunții regelui Alfonso al XIII-lea cu Victoria Eugenie de Battenberg, unde a fost cât pe-aci ca mirele și mireasa să fie uciși de o bombă aruncată de anarhistul Mateo Morales. La o săptămână după întoarcerea în Marea Britanie, Mary și George au plecat în Norvegia, la încoronarea regelui Haakon al VII-lea și a reginei Maud (sora lui George).

## Regină

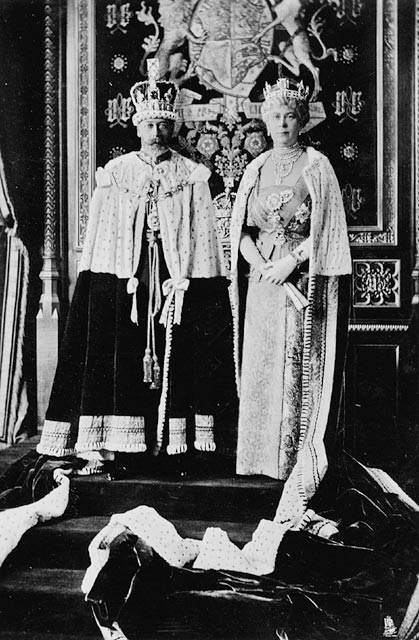
Regele George al V-lea și regina Mary

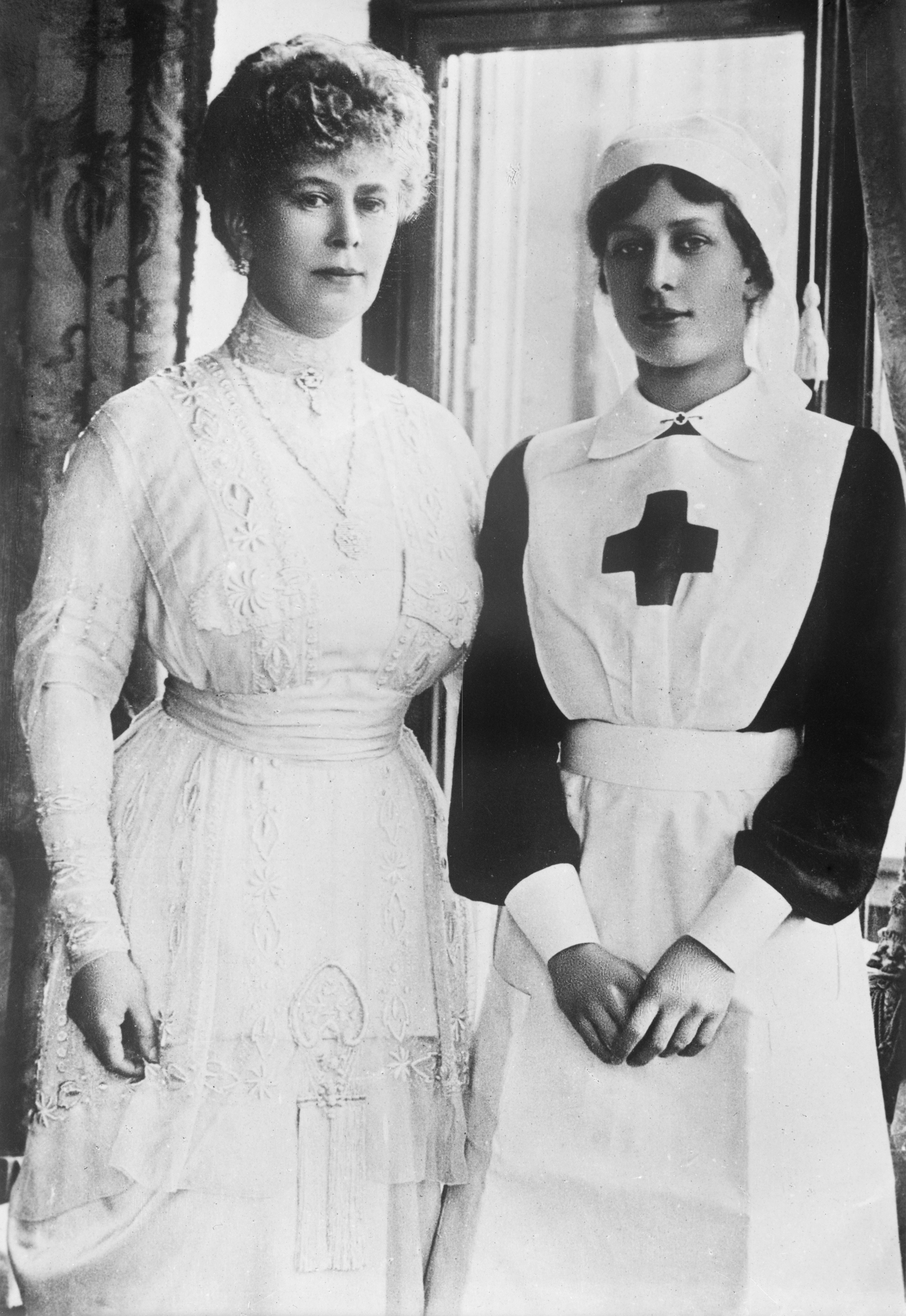
Regina Mary cu fiica ei Prințesa Mary în timpul Primului Război Mondial.

La 6 mai 1910, regele Eduard al VII-lea a murit. Prințul de Wales a devenit atunci regele George al V-lea, iar Mary a devenit regină. Când soțul ei i-a cerut să renunțe la unul din cele două nume oficiale, Victoria Mary a ales să se numească Mary, preferând să nu ia numele bunicii soțului ei, regina Victoria. Regina Mary a fost încoronată împreună cu regele la 22 iunie 1911 la Westminster Abbey. Spre sfârșitul anului, noul rege și regina au călătorit în India pentru Delhi Durbar care s-a ținut la 12 decembrie 1911; au făcut un tur ca împărat și împărăteasă a Indiei și au revenit în Marea Britanie în februarie.
La începutul domniei, Mary a intrat în conflict cu regina mamă Alexandra, după ce aceasta a cerut ca la funeraliile regelui Eduard să aibă întâietate în fața noii regine, și a păstrat câteva bijuterii regale pe care ar fi trebuit să i le dea lui Mary.
În timpul Primului Război Mondial, regina Mary a instituit o unitate de austeritate la palat, unde a raționalizat alimentele și a vizitat militarii răniți în spital. După trei ani de război împotriva Germaniei, în Marea Britanie era un puternic curent anti-german, astfel că i s-a refuzat azilu familiei imperiale ruse, care fusese înlăturată de la putere de guvernul revoluționar, în parte și pentru că soția țarului era germană.
Vestea abdicării țarului a impulsionat republicanismul în Marea Britanie. Acest lucru l-a determinat pe George să renunțe la titlul german "Saxa-Coburg și Gotha", dând Casei Regale numele englezesc "Windsor". Și alți membri ai familiei regale și-au anglicizat numele: familia Battenberg a devenit Mountbatten, de exemplu. De asemenea, rudele reginei și-au abandonat titlurile germane și au adoptat numele de Cambridge. Războiul s-a sfârșit în 1918 cu înfrângerea Germaniei și abdicarea și exilul kaiserului Wilhelm al II-lea al Germaniei.
La două luni după terminarea războiului, fiul cel mic al reginei, prințul John, a murit la vârsta de treisprezece ani.
Sprijinul ferm al reginei Mary pentru soțul ei a continuat pe parcursul celei de-a doua jumătați a domniei sale. Îl ajuta cu discursurile și se folosea de vastele sale cunoștințe de istorie pentru a-l consilia. El îi aprecia discreția, inteligența și raționamentul. Mary era mereu calmă și sigură pe sine în public în anii de după război, o perioadă marcată de tulburări civile în legătură cu condițiile sociale, independența irlandeză și naționalismul indian.
La sfârșitul anilor 1920, George al V-lea s-a îmbolnăvit tot mai grav, cu probleme pulmonare agravate de fumatul excesiv. Regina Mary a acordat o atenție deosebită îngrijirii lui. În 1928, unul dintre medicii regali, Sir Farquhar Buzzard, întrebat cine i-a salvat viața regelui, a răspuns: "Regina". În 1935, regele George al V-lea și regina Mary au sărbătorit 25 de ani de domnie, cu festivități care au avut loc în întreg Imperiul Britanic. În discursul său de atunci, George i-a adus un omagiu public soției sale.

## Regină mamă

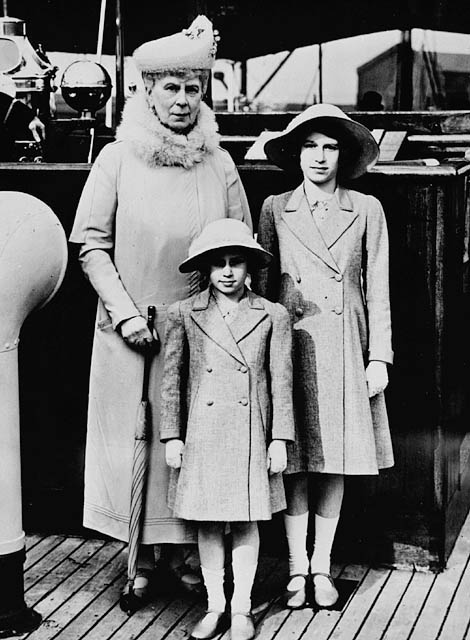
Regina Mary cu nepoatele sale, Prințesele Margaret (în față) și Elisabeta.

George al V-lea a murit la 20 ianuarie 1936, după ce medicul său, Lordul Dawson de Penn, i-a făcut o injecție cu morfină și cocaină care este posibil să-i fi grăbit decesul. Fiul său cel mare, Eduard, Prinț de Wales, a devenit regele Eduard al VIII-lea. Din acest moment Mary a primit titlul de "regină mamă", însă nu l-a folosit, ci i s-a spus în continuare regina Mary.
În același an, Eduard a declanșat o criză constituțională, anunțând că dorește să se căsătorească cu amanta sa, Wallis Simpson, o americancă divorțată de două ori. Regina Mary nu privea cu ochi buni divorțul, considerându-l împotriva învățăturii Bisericii Anglicane, astfel că nu o vedea pe Wallis Simpson ca fiind potrivită pentru a fi soția unui rege. După ce primul ministru al Regatului Unit, Stanley Baldwin, precum și reprezentanții guvernelor dominioanelor britanice i-au dat de înțeles lui Eduard că nu va putea să rămână rege dacă se căsătorește cu Wallis Simpson, acesta a abdicat.
Deși își susținea fiul, Mary nu a putut înțelege de ce Eduard și-ar neglija obligațiile regale pentru a da curs sentimentelor sale personale. Wallis Simpson fusese prezentată oficial la Curte, atât regelui George al V-lea cât și reginei Mary, dar mai târziu, regina a refuzat să o mai întâlnească, atât în public, cât și în privat. Ținea în continuare foarte mult la Eduard, însă niciodată nu a încetat să-și manifeste dezaprobarea pentru acțiunile acestuia.
Regina Mary a considerat apoi că este de datoria ei să îl sprijine pe cel de-al doilea fiu, Prințul Albert, Duce de York, un tânăr rezervat și bâlbâit care a urcat pe tron la abdicarea lui Eduard, luând numele de George al VI-lea. 
În timpul celui de-Al Doilea Război Mondial, George al VI-lea a dorit ca mama sa să plece din Londra. Deși era reticentă, Mary a acceptat să locuiască în Gloucestershire, cu nepoata ei, Mary Somerset, Ducesă de Beaufort, fiica fratelui ei, Lordul Cambridge. În 1942, fiul ei mai mic, Prințul George, Duce de Kent, a fost ucis într-un accident aviatic în timp ce era în misiune. Regina Mary s-a întors la Londra în iunie 1945, după terminarea războiului.
În 1952 a murit regele George al VI-lea, iar pe tron a urcat nepoata reginei Mary, Prințesa Elisabeta, care a devenit regina Elisabeta a II-a. Mary a murit un an mai târziu de cancer pulmonar (oficial s-a spus că de probleme gastrice), la vârsta de 85 de ani, cu două luni înainte de încoronarea Elisabetei.
A fost înmormântată lângă soțul ei iubit, la Capela St. George a Castelului Windsor.

## Moștenire

La înmormântare, pe sicriul lui Mary a fost drapat blazonul ei.

Sir Henry Channon a scris despre Mary că a fost "mai presus decât politica, magnifică, plină de umor, de viață, de fapt aproape sublimă, deși rece și rigidă. Dar ce regină mare!"
Pacheboturile RMS Queen Mary și RMS Queen Mary 2, nava Marinei Regale HMS Queen Mary, distrusă în bătălia de la Jutland în 1916, Colegiul Queen Mary de la Universitatea din Londra, spitalul Queen Mary din Hong Kong, vârful Queen Mary's din Tristan da Cunha și ținutul Queen Mary Land din Antarctica au fost numite în onoarea ei.